# フレデリック・ドナン
フレデリック・ジョージ・ドナン（英語：Frederick George Donnan、1870年9月6日 - 1956年12月16日）は、アイルランドの物理化学者である。ドナン効果とエアロゾルという用語を作り出したことで知られる。

## 生涯・経歴
ベルファストの商人である父・ウィリアム・ドナンと母・ジェーン・ロス・ターンリー・リグゲートの間にイギリス領セイロンの首都コロンボで生まれた。子供の頃の事故で片方の目が見えなくなったため、横顔の肖像画が多い。
1894年にはクイーンズ大学ベルファストで文学士号を取得し、その後ライプツィヒ大学で博士号を取得し、その後ヤコブス・ヘンリクス・ファント・ホッフと共に研究を行った。1901年には、ユニバーシティ・カレッジ・ロンドンの教員となった。1903年にダブリン王立科学大学で有機化学の講師となり、1906年にはリヴァプール大学で物理化学の議長を務めた。1913年にロンドン大学に戻り、引退するまで務め、1928年から1937年まで部門長を務めた。
第一次世界大戦中、軍需省のコンサルタントを務めた。化学技術者K・B・クイナンと協力し、軍需品製造に必要な窒素を固定するための植物を研究した。これにより、1920年に大英帝国勲章を受章した。エアロゾルという用語を作り出したのもこの時期であった。
膜平衡に関する1911年の論文は、皮革とゼラチンの技術にとって重要であり、物質を生細胞の間で移動させることにおいてはさらに重要であった。ドナンはこのいわゆるドナン効果についてヨーロッパとアメリカ各地で講義をするよう頼まれた。1928年に王立協会からデービーメダル、王立化学会からリバーシッジ賞を受賞した。
第二次世界大戦勃発の直前、ドナンはナチス・ドイツから逃げたいヨーロッパの難民を手助けした。ドナンが助けた移民の中にはヤーン・テラー効果を証明したエドワード・テラーとハーマン・アーサー・ヤーンもいた。
1956年12月16日にカンタベリーで亡くなった。未婚で子供はいなかった。